# Витегра (річка)
61°05′52″ пн. ш. 36°17′10″ сх. д. / 61.09778° пн. ш. 36.28611° сх. д.
Ви́тегра (рос. Вытегра) — річка у Витегорському районі Вологодської області, Росія, частина Волго-Балтійського водного шляху.
Бере початок поблизу села Верхній Рубіж. Історично річка витікала з Маткозера, яке було спущено у 1886 році, впадає в Онезьке озеро. Довжина річки — 64 км, сточище — 1670 км². Витегра зарегульована численними шлюзами на всьому своєму протязі, з'єднана з річкою Ковжа (сточище Білого озера) Маріїнським каналом. Відноситься до сточища річки Нева (включаючи сточища річок Онезького і Ладозького озера). На річці розташоване місто Витегра. Вище за течією від міста Витегра, було споруджено Витегорське водосховище. Біля місця впадіння в Онезьке озеро від річки на захід відгалужується Онезький канал, щоб судна могли оминути Онезьке озеро і вийти до річки Свір.

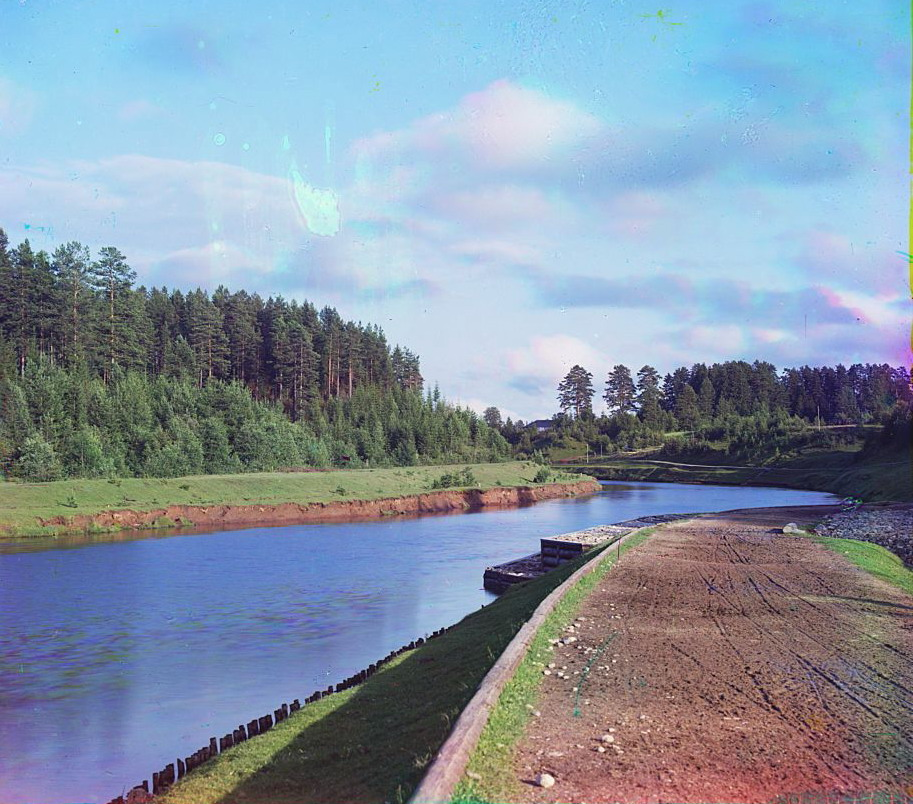
На Витегрі

## Притоки
Основні ліві притоки
- 22 км: річка Кудома (Котовка)
- 24 км: річка Тагажма
- 40 км: струмок Севостьяновський (Севастьянів)
- 43 км: струмок Пильчинський
- 53 км: річка Талиця

Основні праві притоки
- 27 км: Нагажма (Сарський струмок)
- 32,6 км: струмок Озерний
- 33,2 км: струмок Конев
- 35 км: струмок Мельничний
- 36,6 км: струмок Безимянний
- 37 км: Сулаймаручей (Темний струмок)